# Alexander Horst
Alexander Horst, född 20 december 1982 i Wien, Österrike, är en beachvolleyspelare. 
Horst började spelade på FIVB Beach Volleyball World Tour tillsammans med Simon Nausch 2003. Året efter började han spela med Sebastian Göttlinger, som han spelade med till 2006. Därefter spelade han med Florian Gosch under hans första mer framgångsrika period. Laget kvalificerade sig för VM 2007 där de gick till åttondelsfinal, OS 2008, där de gick till kvartsfinal, och EM 2009 där de tog silver. Gosch var dock tvungen att avsluta sin karriär 2010 p.g.a. en knäskada. Säsongen efter spelade Horst tillsammans med Daniel Müllner. De gick till sextondelsfinal vid VM 2011 och kvartsfinal vid  EM 2011.
Under 2012 började han spela med Clemens Doppler, ett samarbete som skulle vara under många år. De kvalificerade sig för  OS 2012, men åkte ur i gruppspelet. Senare under året gick de till final i en FIVB Beach Volleyball World Tour 2012-turnering, vilket var första gången ett österrikiskt par tagit medalj på touren. De blev även österrikiska mästare. Under 2013 gick de till åttondelsfinal i VM 2013. Vid EM 2013 gick de till sextondelsfinal, men i den matchen skadade Doppler korsbandet. Horst spelade senare under säsongen med Lorenz Petutschnig. Till nästa säsong hade Dopplers skada läkt och laget tog brons vid EM 2014. Senare under året blev de åter österrikiska mästare. 
Vid VM 2015 åkte laget ur i sextondelsfinalen och vid EM 2016 åkte laget ut i åttondelsfinalen, vilket de även gjorde vid OS 2016. Lagets största framgång tillsammans nådde de vid VM 2017 där de tog silver. Vid EM 2021 åkte de ur i gruppspelet, vilket var deras sista turnering tillsammans. 
Sedan 2022 spelar Horst med Julian Hörl. De gick till kvartsfinal vid EM 2022, åttondelsfinal vid EM 2023 och sextondelsfinal vid VM 2023.